# 대장경

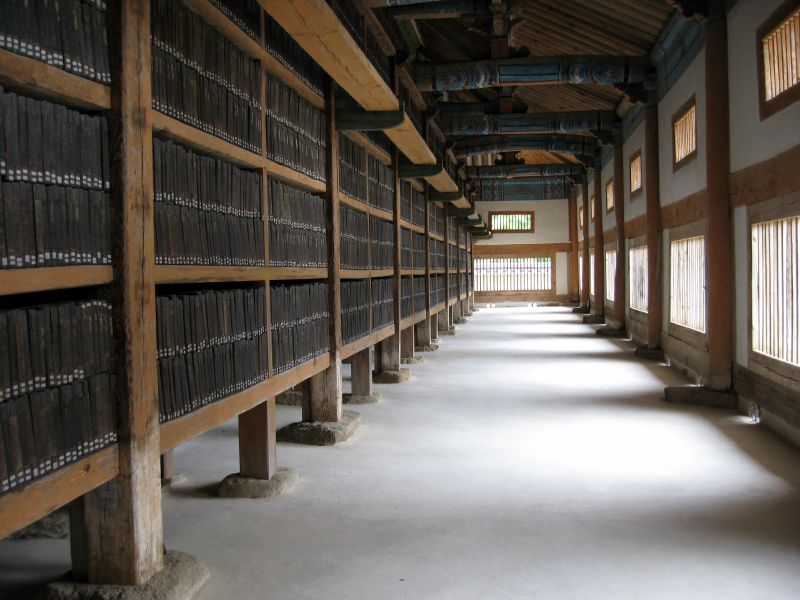
대한민국 해인사에 보관중인 팔만대장경

대장경(大藏經)은 불경을 집대성한 경전을 말한다.
부처가 사용한 언어는 동부 인도의 속어(俗語)인 고대 마가다어라고 하는데 이 언어에 관한 한 문헌은 오늘날 전혀 존재하지 않으며 그것이 서북 인도의 속어인 팔리어로 옮겨져 스리랑카로부터 동남아시아로 전해지게 되었다. 또한 아어(雅語)인 범어(梵語)로 바뀌고 그것이 서역(西域)을 경유하여 중국으로 전해져서 한문으로 번역되었으며, 또한 티베트로 전하여져 티베트어로 번역되었다.
이와 같이 남북 양쪽으로 전하여진 불교의 경전은 부처의 가르침을 담은 교법(경장)과 계율(율장), 그리고 교법에 대한 제자들의 연구해석서(논장)의 소위 삼장(三藏)으로서 이들을 집대성한 것을 《대장경》 또는 《일체경(一切經)》이라고 한다. 가장 먼저 정비된 대장경은 남방전(南方傳)의 팔리어 대장경으로 거기에는 대승경전(大乘經典)이 전혀 포함되어 있지 않으나 후대로 내려옴에 따라 부처 이외의 인도·중국의 여러 논사(論師)들의 것과 각 종파(各宗派)의 개조(開祖)들의 여러 문헌이 포함됨으로써 5000여 권이라는 방대한 것이 되었다.

## 같이 보기
- 대장일람집 - 보물 제1335호

## 참고 문헌
- 이 문서에는 다음커뮤니케이션(현 카카오)에서 GFDL 또는 CC-SA 라이선스로 배포한 글로벌 세계대백과사전의 "대장경" 항목을 기초로 작성된 글이 포함되어 있습니다.
- 이 문서에는 다음커뮤니케이션(현 카카오)에서 GFDL 또는 CC-SA 라이선스로 배포한 글로벌 세계대백과사전의 "한역대장경" 항목을 기초로 작성된 글이 포함되어 있습니다.